# Rio Bârsa (Olt)

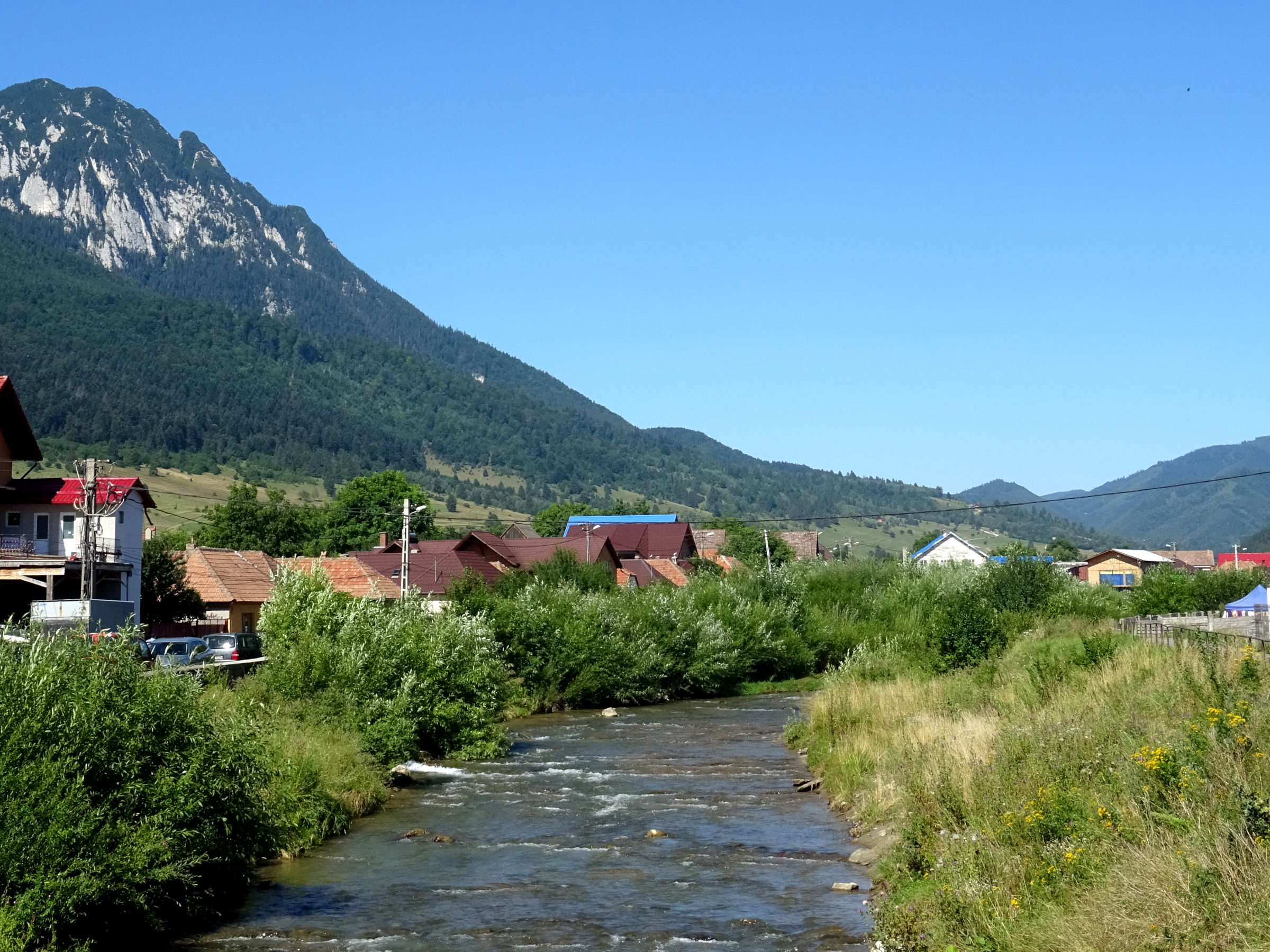

O Rio Bârsa é um rio da Romênia afluente do Rio Olt, localizado no distrito de Braşov.